# Sibelius (inslagkrater)
Sibelius is een inslagkrater in de Michaelangelovierhoek op het zuidelijk halfrond van de planeet Mercurius. Sibelius is een inslagkrater van ongeveer 94 km diameter. 
De krater is op 1985 door de Internationale Astronomische Unie vernoemd naar de Fins componist Jean Sibelius. 